# Kyzyl-Tuu
Kyzyl-Tuu est un village de la région d’Issyk-Kul au Kirghizistan. Sa population était de 1 703 habitants en 2021.